# Florian Baumann (Begleitläufer)
Florian Baumann (* 9. März 2001 in Nürtingen) ist der Begleitläufer der deutschen Para-Ski-nordisch-Sportlerin Linn Kazmaier, die in den Disziplinen Para-Skilanglauf und Para-Biathlon antritt.

## Leben
Florian Baumann wuchs in Balzholz auf. Im September 2012 begann der damals 11-Jährige aktiv mit dem Biathlontraining bei der Skizunft Uhingen, für die er noch heute startet. Er besuchte das Dietrich-Bonhoeffer-Gymnasium in Metzingen, ehe er im Sommer 2017 an das Skiinternat in Furtwangen wechselte. Dort besuchte er das Otto-Hahn-Gymnasium und schloss im Sommer 2020 mit dem Abitur ab. Zu diesem Zeitpunkt entschied er sich gegen eine eigene aktive Karriere als Biathlet. Nach einem Jahr im Bundesfreiwilligendienst im Rettungsdienst beim DRK begann er im September 2021 sein Studium im Polyvalenten Zwei-Hauptfächer-Bachelorstudiengang Sport und Politikwissenschaften an der Albert-Ludwigs-Universität Freiburg.

## Karriere
Baumann nahm als Biathlet im Zeitraum September 2012 bis Juni 2020 an regionalen und internationalen Biathlonwettkämpfen teil. Er gewann mehrfach Medaillen bei Deutschen Jugend- und Juniorenmeisterschaften. 2019 startete er erstmals bei der Deutschen Meisterschaft im Biathlon am Arber. Im Juni 2020 beendete er seine aktive Karriere, im Biathlon. Zeitgleich suchte Familie Kazmaier aus Oberlenningen für ihre hochgradig sehbehinderte Tochter Linn, sie verfügt über eine Sehkraft von vier Prozent, einen Begleitläufer. Bei Wettbewerben tritt Linn Kazmaier mit ihrem Begleitläufer in der Startklasse B3 bei den sehbehinderten Athleten an. Florian Baumann ließ sich auf ein Kennenlernen ein und startete mit Linn bereits im Februar 2021 beim Weltcup in Planica. Im Para Skilanglauf und Para Biathlon erreichten die beiden sofort Plätze in den Top Ten. Bei den Deutschen Meisterschaften Para Langlauf und Para Biathlon Ende Oktober 2021 belegte das Duo in beiden Rennen zweite Plätze und wurden jeweils Deutsche Vizemeister. Mit dieser Leistung qualifizierten sich Linn Kazmaier und Florian Baumann für die Para Snow WM in Norwegen. In Lillehammer war Linn Kazmaier mit ihrem Begleitläufer in allen gestarteten Rennen jeweils beste Deutsche. Das bisherige Highlight der noch jungen Karriere des schwäbischen Duos ist die Teilnahme bei den Winter-Paralympics 2022 in Peking. In den Loipen von Zhangjiakou gewannen Linn Kazmaier und Begleitläufer Florian Baumann eine paralympische Goldmedaille, drei Silbermedaillen und eine Bronzemedaille. An den Start gingen die beiden im Biathlon Sprint über 6 km, im Biathlon Einzel über 12,5 km, im Skilanglauf über 10 km Freistil, 15 km klassisch und im Sprint über 1,5 km. Vom 6. bis 10. März 2024 fand in Prince George (Kanada) die Para-Biathlon-Weltmeisterschaft 2024 statt. Linn Kazmaier und Florian Baumann gewannen 3 Goldmedaillen im Sprint, im Einzelwettbewerb und im Verfolgungsrennen. Im Team-Sprint gewannen sie Silber.
Sowohl in der Saison 2022/2023 als auch in der Saison 2023/24 gewann Florian Baumann zusammen mit Linn Kazmaier sowohl den Gesamtweltcup im Para-Biathlon als auch im Langlauf.

## Erfolge als Begleitläufer mit Linn Kazmaier

### Winter-Paralympics 2022 in Peking
- Gold über 10 km Skilanglauf Freistil
- Silber im Biathlon Sprint über 6 km
- Silber im Biathlon Einzel über 12,5 km
- Silber über 15 km Skilanglauf klassisch
- Bronze im Skilanglaufsprint über 1,5 km

### Nordische Para-Weltmeisterschaften 2023 in Östersund
- Gold im Biathlon 12,5 km
- Gold im Skilanglauf 10 km
- Gold im Skilanglauf 18 km
- Gold im Skilanglauf Offene Staffel
- Silber im Biathlon 7,5 km
- Silber im Skilanglauf Sprint über 1,5 km

### Para-Biathlon-Weltmeisterschaften 2024 in Prince George (Kanada)
- Gold im 7,5 km Sprint
- Gold im 12,5 km Einzelrennen
- Gold im 3,6 km Verfolgungsrennen
- Silber im 4 × 1,2 km Team-Sprint

## Auszeichnungen
- 2022: Silbernes Lorbeerblatt[16]
- 2023: Am 12. März 2023 wurde Florian Baumann zum Sportler des Jahres 2022 im Landkreis Göppingen gewählt.[17]